# Ruda Sieger
Ruda Sieger, vlastním jménem Rudolf Antonín Sieger (21. listopadu 1905 Kladno – 21. května 1987 Praha) byl český estrádní a kabaretní umělec, konferenciér, dramaturg, textař, zpěvák, skladatel, sportovec a sportovní redaktor. Kolegové mu pro jeho neobvyklou výřečnost přezdívali „Největší huba Prahy“.

## Život
Narodil se v Kladně hudebníkovi, ochotníkovi a vrchnímu účetnímu Havlu Jindřichu Siegerovi a Anně Fialové jako nejstarší syn. Mládí prožil v Dušníkách, kam se otec přestěhoval za prací. V letech 1916 až 1918 byl dětským vokalistou v Břevnovském klášteře (společně mj. s Eduardem Ingrišem). Po absolvování školní docházky pracoval v letech 1922 až 1945 na úřednických pozicích. V roce 1934 se přestěhoval do Prahy, kde v letech 1945 až 1948 působil jako umělecký ředitel Lucerny. Po převratu r. 1948 vedl jako umělecký a zahraniční šéf československé artisty a věnoval se i umělecké činnosti. Byl členem celé řady sportovních spolků, z nichž některé i založil. Nebyl členem žádné politické strany. Zemřel 21. května 1987 v Praze.

### Sportovec
Ruda Sieger byl vášnivým sportovcem, zejména cyklistou. 17. dubna 1929 založil cyklistický odbor při AFK Dušníky. V letech 1929 až 1935 úspěšně reprezentoval v cyklistice AFK Dušníky a později A. C. Sparta.

### Sportovní reportér
Jako sportovní reportér ČTK, řady denních listů (České slovo, Národní listy, Národní politika) a časopisu Cyklista propagoval za první republiky rodící se cyklistiku v tisku a rozhlase. Publikoval tisíce reportáží a článků. Jako reportér (mj. tiskový referent Čsl. ústřední jednoty velocipedistů) byl vysílán na závody mistrovství světa v cyklistice (Francie, Belgie, Německo, Itálie, Švýcarsko, Polsko, Maďarsko, Rumunsko, Dánsko atd.), z nichž pak také připravoval rozhlasové přednášky. Cyklistické závody rovněž sám často konferoval.

### Vedoucí artistů
Po převratu r. 1948, kdy byla násilně přerušena jeho profesionální umělecká činnost, přešel nakrátko jako administrativní ředitel do orchestru Svazu brannosti Československého rozhlasu. V letech 1949 až 1951 pak působil v nově vzniklé Ústředně lidové zábavy jako konferenciér, tajemník a později vedoucí sekce artistů a cirkusů. Po zrušení této organizace přešel v roce 1951 do podniku Československé cirkusy, varieté a lunaparky (později nahrazeného Československými cirkusy a varieté), kde pracoval až do svého důchodu v r. 1966 jako mluvčí, referent, uvolněný funkcionář ROH, následně umělecký a zahraniční vedoucí a referent. Služebně jezdil do Polska (Festival artistů, 1957), Maďarska, Rumunska, Jugoslávie, Bulharska, SSSR.

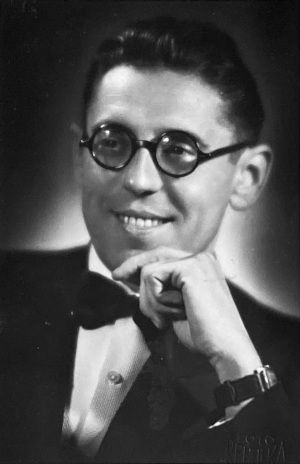
Ruda Sieger (kolem 1930).

### Textař, dramaturg, estrádní umělec a konferenciér
Od mládí byl umělecky aktivní: psal básně, písňové texty i delší dramatické útvary (revue, operety). Organizoval a účastnil se kulturního života i jako ochotník a zpěvák. Vystupovat začal v roce 1924.
V r. 1932 založil kvarteto SIEGERS hrající převážně jeho autorské trampské (Chajdo má milá, Můj pes) a satirické písně (Sportovní, Jednotkový obchod, O nuselském mostě, O pražské podzemní dráze). V roce 1935 se po příchodu Slávy Macha kvarteto přejmenovává na Machovo jazzově pěvecké kvarteto. Jeho repertoár sestává nadále z trampských rytmů (Píseň, která hledá komponistu, se Slávou Machem O aritmetice, Zubařský fox, O pražské elektrice, Den má 24 hodiny, Gramatika), vojenské Až já půjdu do civilu, děvčátko, písní veselých (Růže na rozloučenou, Kukačky, Prstýnek) i rozpustilostí (Koroptev a kráva, Regimentstambor).
Do prostředí pražských kabaretů, které se postupně z dožívající klasické formy přetvářelo v tzv. monstrkabarety vyžadující rychlou, pohotovou a vtipnou konferenci, přenesl Ruda Sieger osobitý styl sportovního konferování. Vystupoval jako konferenciér s Josefem Waltnerem a s Dóďou Pražským, kterého nahradil v Lucerně. Na přelomu let 1940–1941 konferoval Hašlerův kabaret Domovina, po jehož zániku se na rok stal konferenciérem, režisérem a uměleckým vedoucím Monstrekabaretů v Národním domě na Vinohradech a později v letech 1942 až 1948 režisérem a uměleckým vedoucím Lucerny v Umělecké agentuře Františka Spurného. Na zadání Svazu české mládeže pořádal v zastoupení agentury Spurný vystoupení Jana Wericha po jeho návratu do vlasti. Po převratu v r. 1948, kdy byla činnost Spurného agentury násilně ukončena, působil Ruda Sieger až do konce 70. let dále jako režisér, konferenciér, zpěvák, recitátor a humorista v Lucerně (celkem přes 2000 představení) i jinde (3500 představení v Parku kultury a oddechu Julia Fučíka, Národním domě na Smíchově, Hajnovce, Radiopaláci atd., ve stovkách měst mimo Prahu, v Moskvě, Varšavě a Sofii). Na pódiu uváděl mj. Vlastu Buriana, Františka Filipovského, Hanu Vítovou, Karla Effu, Fandu Mrázka, Slávu Macha, Standu Procházku st., Rudolfa Cortése, Jaroslava Štercla, Waldemara Matušku, Karla Gotta, Karla Štědrého, Juditu Čeřovskou, Josefa Zímu, Hanu Hegerovou, Ljubu Hermanovou, Evu Pilarovou, Jiřinu Bohdalovou, Lubomíra Lipského, ale také Nezbedné bakaláře nebo Settlery; z artistů pak Bédu Laka, Mr. Skoče či Pepi Löflera.

## Dílo

### Revue
- Člověku to nedá, hudba Josef Císař, premiéra 23. října 1926.
- Co je komu do toho?, hudba Havel Sieger, 21. února 1927, premiéra 7. května 1927 v hotelu Praha v Dušníkách, hrál Spolek divadelních ochotníků v Dušníkách.

### Operety
- Už mou milou, hudba Tino Muff, premiéra 24. března 1940 v Modřanech (režie Tino Muff). Hrána mj. v divadle Uranie (premiéra 21. května 1940, režie Tino Muff) a Východočeském divadle Pardubice (premiéra 2. prosince 1942, režie St. Vandas).
- Márinka z hor, hudba Mirko Křičenský, 1941. Hrána v divadle Uranie, Východočeském divadle Pardubice, v Jaroměři, v Josefově.

### Rozhlasové pořady
V rámci popularizace tzv. „kolečkového sportu“, jak se cyklistice za první republiky říkalo, napsal v průběhu let 1933 až 1946 celkem 15 rozhlasových přednášek, mj.:
- Jezdíte na kole?
- Relace na pedálech
- Jak se jede Tour de France
- Cyklisté v zimě
- O cyklistech na silnici
- Cyklisté na silnici
- Přátelé kola – k amplionům! (rozhovor Rudy Siegera se závodníkem Otakarem Rozvodou)
- Na dovolenou – na kole!

Společně s Vlastislavem Antonínem Viplerem připravili v letech 1944 až 1946 veselé kabaretní pořady (Hezky z vesela, Pestrý pořad bez zastávky, Kabaretní pásmo, aj.). Je také autorem pásem pořadů Veselé sportovní vysílání (1942) a Veselá půlhodinka Rudy Siegera (1946).
Za svou uměleckou kariérou se Ruda Sieger ohlédl v rozhlasovém pořadu S konferenciéry staré Prahy – S Rudou Siegrem po vlastních stopách (1980).

### Písňové texty
Napsal texty ke stovkám písní, např. se skladatelem Josefem Kroupou polku Čáp na to káp, s Mirko Křičenským polku Ťuky, ťuky, ťuk a s M. V. Dominikem Valčík pro dva nebo polku U nás za humny. Některé své texty i sám zhudebnil (Depeše, či Pepo, Pepíčku). 177 písní přihlásil do OSA, přes 50 jich vyšlo tiskem a asi 15 na gramodeskách, mj.:
- Nezbední bakaláři: Prales a jazz[13],
- Jindra Vondřich a Hrdličky: O štěstí se může snít[14],
- Lišáci s Jaroslavem Malinou: Ťuky-ťuky-ťuk[15],
- Mirko Křičenský: Celý den si zpívám[16],
- Sláva Mach: Červený kamínek[17],
- M. V. Dominik: Měl jsem tě, holka, rád[18],
- Eduard Ingriš a Holešovická pětka: Zvony, Holanďánek[19].

### Básně
Psal básně vážné (tragická Augustova láska, poválečná Neznámý s barikád, protiválečná Budem začínat znovu) i žertovné (Hymna obezistů, Jak muži oslavují MDŽ, Z čeho lidé žijí).

### Popularizační texty
V rámci propagace cyklistiky kromě svých příspěvků do novin a rozhlasu také společně s Jaro Parbusem sestavil oblíbenou knihu Svět na kole.

### Próza
Psal povídky (Revoluce, Z pohádek ubohých (obě 1925)). Napsal veselý sportovní román Všesportovní klub Měkochleby, který vycházel na pokračování v časopise STAR (Sportovní Tělocvičné Automobilové Rozmanitosti) v r. 1932. Převážně psal ale texty humoristické, s nimiž sám vystupoval na estrádách, např. Sázíte Sportku? (text sestávající ze slov začínajícími písmenem S), Řek nebo PPPP (slova začínající písmenem P).
Některé konferenční výstupy Rudy Siegera vyšly tiskem.
Krátké memoárové texty, v nichž vzpomínal na své kolegy a svou práci, vycházely v roce 1982 v příloze Svobodného slova – Kvítku v seriálu Chvilky s Rudou Siegerem:
- Úvod - vzpomínky na Fandu Mrázka a Karla Hašlera[24],
- Pohádka pro potápky[25],
- V.V.V.[26],
- Vlasta Burian se revanšoval za dort[27],
- Vlasta Burian a jeho vtipy[28],
- My tři králové … (Franta Hurych, Jirka Štuchal, Fanda Mrázek)[29],
- Vzpomínka na Emana Fialu[30],
- Vzpomínka na Karla Hrušku[31],
- Ještě pár slov o Vlastovi Burianovi[32],
- První svobodný silvestr 1945[33].

### Spolupráce s TV
Napsal scénář dokumentů Velká příležitost a dokumentu Dnes večer u artistů, který také sám uváděl. Byl o něm natočen medailon a dokument Jak začínali ... Dnes vzpomíná Ruda Sieger.

## Ocenění
22. dubna 1980 mu byl za dlouholetou činnost v oblasti estrádního umění a organizační práci v československých cirkusech propůjčen titul Zasloužilý pracovník kultury.

## Galerie

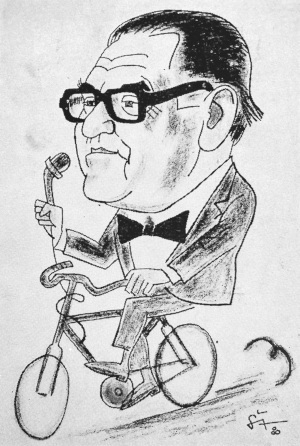
Karikatura Rudy Siegera od Otakara Štembery (1980).
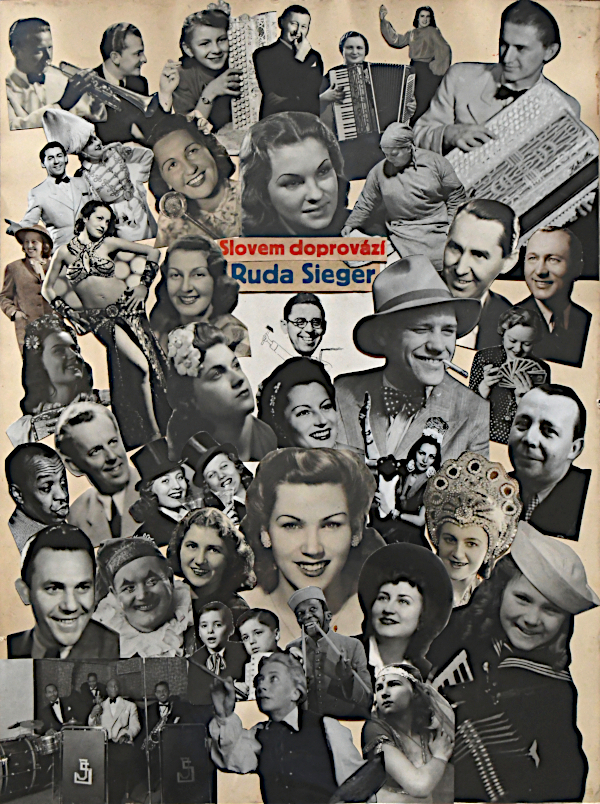
Slovem doprovází Ruda Sieger, koláž fotografií.